# Kiwi.com
Kiwi.com은 체코의 온라인 여행사로, 2012년 올리버 들루히가 설립하였다. Kiwi.com은 항공권 예약 대행사로, 항공권 검색 기능에는 "버추얼 인터라이닝" 기능이 있으며 일반적으로 비 협력 항공사를 결합한 항공편 일정을 판매한다.
본래 skypicker.com라는 이름으로 2011년 웹사이트로 시작하였으며, 2016년 Kiwi.com이라는 도메인 이름을 80만 달러에 인수하여 현재의 이름으로 바꾸었다. 2018년에는 연간 매출이 약 11억 유로에 달한다.

## 같이 보기
- Booking.com
- 스카이스캐너